# Plecotus kolombatovici
El murciélago orejudo mediterráneo, también conocido como murciélago orejudo de Kolombatovic o murciélago orejudo de los Balcanes (Plecotus kolombatovici), es una especie de murciélago de la familia Vespertilionidae.

## Distribución geográfica
Es endémica de la región mediterránea, su distribución está fragmentada en tres partes: la región sur de los Balcanes y Asia (Chipre, Turquía, Siria, Líbano y probablemente Israel Palestina y Jordania), al noroeste de Libia (Cirenaica) y el noroeste de África Marruecos en el noroeste de Libia también se encuentra en Malta y Pantelleria.